# 제13회 가치봄영화제
제13회 가치봄영화제는 2012년 9월 17일에 열린 시상식이다.

## 수상 및 후보

### 대상
- 2010년, 서울 - 김민철 수상

### 우수상
- 망원경과 텔레파시 - 박영민 수상
- 청이 - 김정인 수상

### 인권상
- 이 부부가 사는 법! - 김세미 수상

### 신진작가상
- 타들어가는 내 마음 - 박지호 수상

### 특별상
- 징후 - 조재민 수상

### PDFF 경선
- 2010년,서울 - 김민철
- 허 네임 이즈 노 네임 - 조연희
- 가위에 눌린 - 김진호
- 나를 찾아 떠난 여행 - 박상현
- 나비와 바다 - 박배일
- 내가 나빴다 - 김다운
- 다리놓기 - 김종민
- 뜨랑슈아 - 최상순
- 마씨몽 - 강승원
- 마음 - 최원석
- 마음의 날개 - 장익재
- 망원경과 텔레파시 - 박영민
- 맴맴맴 - 박준우
- 선지해장국 - 신준
- 손금 - 민형진
- 왓빠이야기 - 심민경
- 원더풀 데이즈 - 서형원
- 종이 접는 방법 - 서유리
- 징후 - 조재민
- 청이 - 김정인
- 희망의 소리와 몸짓 - 박동진
- 이 부부가 사는 법 - 김세미
- 타들어가는 내 마음 - 박지호
- 예술이란 - 박종혁
- 병나발 - 최동철
- 내 나이는 30입니다 - 김순미

### 쟁점 부문
- 시설장애인의 역습 - 박종필
- 둥근 장막 - 김영순
- 동네에서 살고 싶다 - 밀가루 외 1명
- 내 나이는 30입니다 - 김순미

### 장애인미디어운동
- 부모(不母)에서 부모(父母)로 - 반다
- 내꺼하자 - 11전주자림학교 미디어반
- 신데렐라 - 11전주자림학교 미디어반
- 길 - 정미숙
- 병나발 - 최동철
- 예술이란 - 박종혁
- 타들어가는 내 마음 - 박지호
- 이 부부가 사는 법 - 김세미
- 희망의 소리와 몸짓 - 박동진

### 한국영화초청
- 길 - 정미숙
- 도가니 - 황동혁
- 오직 그대만 - 송일곤
- 안녕,하세요! - 임태형
- 은실이 - 김선아